# Theodor Reuß

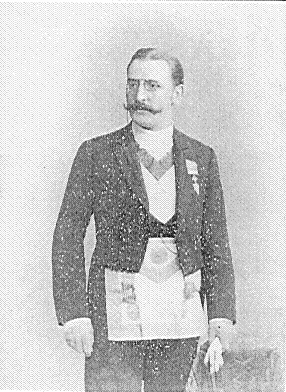
Theodor Reuß

Theodor Reuß (Augsburg, 28 juni 1855 – München, 28 oktober 1923) was een Duits occultist, feminist, vrijmetselaar en martinist.
Hij is de vader van Albert Franz Theodor Reuß.

## Reuß als zanger
Tijdens zijn jeugd in Duitsland was Reuß onder meer operazanger. Hij speelde mee in de eerste opvoering van Parsifal van Wagner in Bayreuth. Later trad hij vaak op als cabaretartiest onder de naam Charles Theodor

## Reuß alsanarchist
Wegens zijn sympathieën voor en contacten met anarchistische en communistische bewegingen, werd Reuß verdacht van spionage, maar werd hiervoor nooit veroordeeld.

## Reuß als esotericus
Hij is bekend als stichter van de Ordo Templi Orientis (O.T.O.), een initiatieke orde.
Verder bekleedde hij hoge functies in de Golden Dawn en de Societas Rosicruciana in Anglia, een Rozenkruisersorde die bekende leden had gekend, zoals Edward Bulwer-Lytton en Paschal Beverly Randolph. Papus initieerde hem in het Martinisme. Hij gaf deze inwijding onder meer door aan James Ingall Wedgwood.

## Vrijmetselaar
Van William Wynn Westcott kreeg hij een patent voor de Swedenborgritus voor Duitsland.

## Werken
- The Matrimonial Question from an Anarchistic Point of View (1887)
- Die Mysterien der Illuminaten (1894)
- Geschichte des Illuminaten-Ordens (1896)
- Was muss man von der Freimauerei wissen? (1901)
- Was ist Okkultismus und wie erlangt man occulte Kräfte? (1903)
- Was muss man von Richard Wagner und seinen Ton-dramen wissen? (1903)
- Lingam-Yoni, oder die Mysterien des Geschlechts-Kultus (1906)
- Allgemeine Satzungen des Ordens der Orientalischem Templer O.T.O. (1906)
- Parsifal und das Enthüllte Grals-Geheimnis (1914)
- Constitution of the Ancient Order of Oriental Templars (1917)
- Die Gnostische Messe (1920)
- Das Aufbau-Programm und die Leitsätze der Gnostischen Neo-Christen (1920)

- Bibliothèque nationale de France: cb120421768 (data)
- Gemeinsame Normdatei: 118822039
- International Standard Name Identifier: 0000 0000 2535 1246
- Library of Congress Control Number: n86119669
- Nationale Bibliotheek van Tsjechië: mzk2014844912
- Nationale Bibliotheek van Polen: a0000001220261
- SNAC: w6dn4ktd
- Virtual International Authority File: 59880898
- WorldCat: E39PBJqqktx6vXqdDY7Xjc7mBP